# Le Gladiateur
Pour les articles homonymes, voir Gladiateur (homonymie).
Le Gladiateur, FL 52, est une cantate pour trois voix solistes et orchestre de Claude Debussy composée en 1883 sur un poème d'Émile Moreau.

## Composition
Le Gladiateur, à l'incipit « Mort aux Romains, tuez jusqu'au dernier », est une cantate composée en 1883 dans le cadre du concours pour le prix de Rome (mise en loge du 19 mai au 13 juin 1883), sur un texte d'Émile Moreau,.
Avec cette partition, Claude Debussy reçoit un premier second grand prix (le premier grand prix revenant à Paul Vidal) au quatrième tour de scrutin (le 22 juin), assorti du jugement suivant : « Nature musicale généreuse mais ardent parfois jusqu'à l'intempérance ; quelques accents dramatiques saisissants »,.
L'œuvre est écrite pour trois voix solistes (soprano, ténor et basse) et orchestre.
Le manuscrit de la partition d'orchestre du morceau est conservé à la BnF (Ms. 969) et celui de la réduction dispersée entre une collection particulière (p. 1-10, 36-52) et la collection Hollanders de Ouderaen (provenance de D. de Tinan, p. 11, 18, 20-23 et 33-35).

## Création et réception
Le Gladiateur est donné en première audition publique le 23 juin 1883 en séance à l'Académie des beaux-arts, à Paris, avec en solistes Gabrielle Krauss, Alexandre Taskin et Antoine Muratet,,.
Quelques jours après, dans Le Figaro, le critique musical Charles Darcours écrit dans son compte-rendu : « M. Debussy a écrit une bonne introduction instrumentale ; sa marche du cortège est d'une juste couleur, mais son invocation à Baal est plutôt étrange que bien déclamée. Le début de son duo est exquis ; la phrase de Fulvie manque quelque peu de simplicité, mais elle se termine par un accent d'une poésie pénétrante qui a d'ailleurs été merveilleusement mise en lumière par Mme Kraus. Le trio est d'une bonne facture ; on y a seulement constaté l'abus de l'unisson des voix, moyen d'effet procédant d'un style qui n'est point celui de la belle école française. La scène de la mort est empreinte d'un caractère poétique et élevé ».
Dans L'Art musical, on peut lire : « la scène de M. Debussy était digne à tous égards de la récompense suprême ». Mais Edmond Stoullig juge que « le jury a sagement agi en l'obligeant à rester une nouvelle année sur les bancs de l'école ».
Pour le musicologue Denis Herlin, l'œuvre « offre par moments les qualités d'un drame wagnérien en miniature, avec leitmotifs, et représente l'une des pièces les plus abouties du jeune Debussy ».
La durée moyenne d'exécution de la pièce est de vingt-quatre minutes trente environ.
Dans le catalogue des œuvres du compositeur établi par François Lesure, Le Gladiateur porte le numéro FL 52 (41).

## Discographie
- Claude Debussy : Music for the Prix de Rome, Guylaine Girard (soprano), Bernard Richter (ténor), Alain Buet (basse), Brussels Philharmonic, Hervé Niquet (dir.), Glossa / Palazzetto Bru Zane, 2009[9].